# Tamy Tation

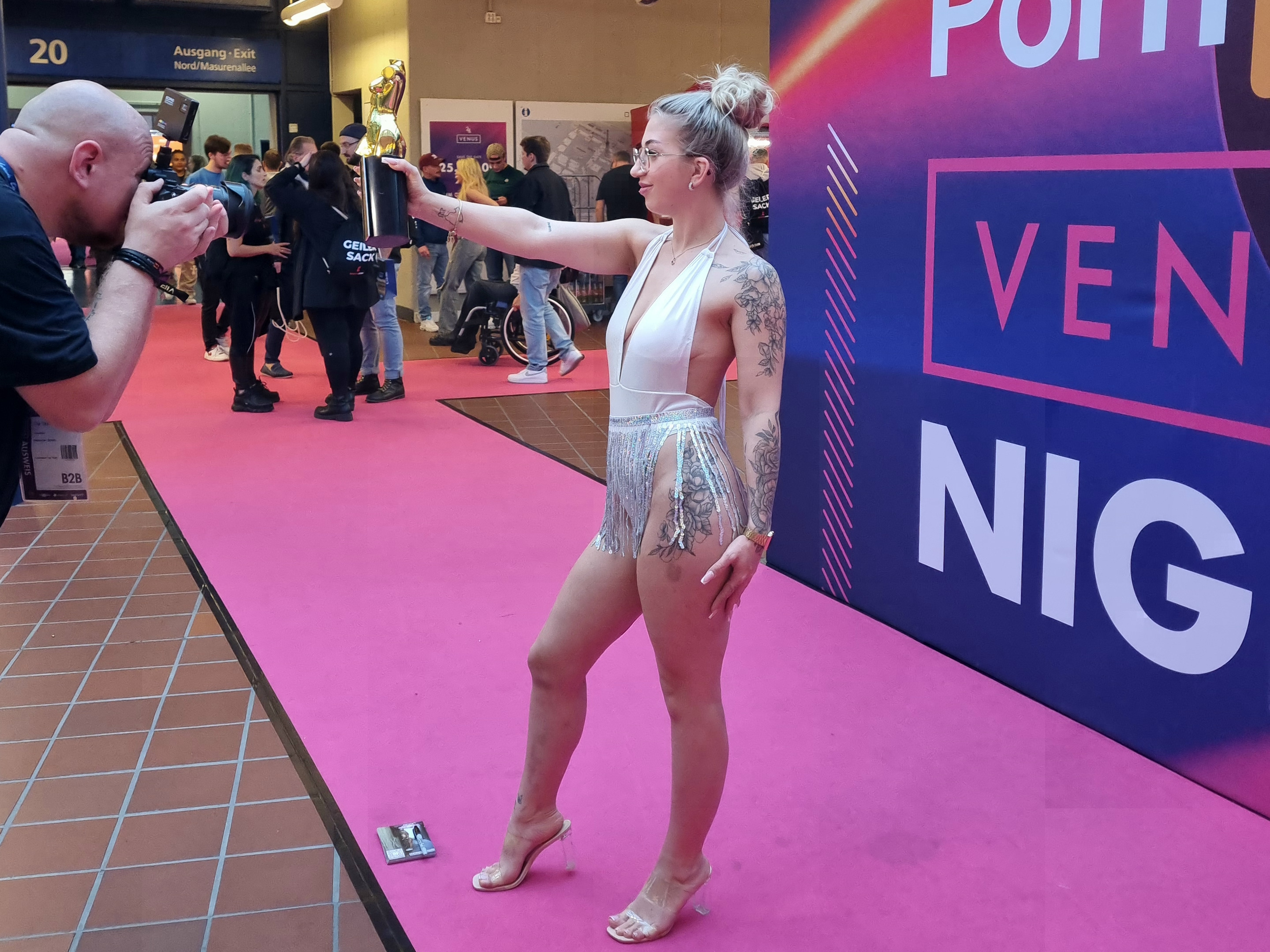
Tamy Tation

Tamy Tation (* 2001 oder 2002 in Deutschland, bürgerlicher Name unbekannt) ist ein Schweizer Webcam-Model und Trägerin des Venus Awards.

## Leben
Tamy Tation wanderte in die Schweiz aus und wohnt dort mit ihrer Tochter.

## Karriere
Zu Beginn der COVID-19-Pandemie begann Tamy Tation als Zeitvertreib mit kleinen Livestreams. Diese Beschäftigung wurde immer weiter ausgebaut und kombiniert Cam-Streams, Chats und Videoveröffentlichungen u. a. mit der Agentur VikaModels. Sie beschreibt ihr Geschäftsmodell als „Instagram für Erwachsene“. 2024 wurde sie bei der Venus-Award-Verleihung als „Beste Amateur Newcomerin“ ausgezeichnet.
Medienaufmerksamkeit erregte ein Disput mit ihrem Vermieter, welcher drohte, den Mietvertrag zu kündigen. Nachbarn hatten sich bei diesem beschwert, unter anderem wegen Videodrehs auf der Terrasse. Mehrere Zeitungen und Boulevardblätter berichteten über den Streit.

## Auszeichnungen
- 2024: Venus Award als „Beste Amateur Newcomerin“[4]